# Daemonia Nymphe
Daemonia Nymphe (Δαιμόνια Νύμφη) – grecki zespół darkwave i neofolk założony w 1994 roku w Atenach przez Spyrosa Giasafakisa i Evi Stergiou. Twórczość zespołu bazuje na muzyce starożytnej Grecji z wykorzystaniem starożytnych instrumentów takich jak lira, varvitos, krotale, pandura czy aulos, wszystkie są autorstwa greckiego mistrza Nicholasa Brassa. Występy zespołu są całymi misteriami teatralnymi, podczas których członkowie grupy ubierają maski i starożytne stroje. Liryka czerpie z orfickich i homeryckich hymnów czy poematów Safony poświęconych Panu, Zeusowi i Hekate.

## Historia
Zespół powstał w 1994 roku w Atenach założony przez dwójkę artystów Spyrosa Giasafakisa i Evi Stergiou. Po czterech latach prób i nagrań w roku 1998 nakładem Solistitium Records ukazał się debiutancki album zatytułowany The Bacchic Dance of the Nymphs (Ο βακχικός χορός των νυμφών). Rok później w 1999 członkowie zespołu spotkali się z Nicholasem Brassem, najbardziej znanym greckim mistrzem, wykonującym od 1980 roku na zamówienie repliki starożytnych instrumentów. Efekty tej współpracy zostały po raz pierwszy zaprezentowane podczas Renaissance Festival odbywającym się w Retimno. W tym samym czasie zespół wydał mini płytę demo Tyrvasia, która pojawiła się w magazynach muzycznych poświęconych muzyce metalowej takich jak Metal Hammer i Metal Invader i została bardzo przychylnie przyjęta. Metal Invader załączył też dwa utwory zespołu do wydawanej własnej kompilacji oraz bardzo pozytywnie grupę zrecenzował.
We wrześniu 2002 roku zespół podpisał umowę z francuską firmą wydawniczą Prikosnovénie, co okazało się kamieniem milowym w działalności grupy. Wydany nakładem tej wytwórni album Daemonia Nymphe zawierał tytułowy utwór, w którym prócz wokalu Alkinoosa Ioannidisa wykorzystano wyłącznie antyczne instrumenty Nicholasa Brassa. W grudniu tego samego roku przy udziale pochodzącej z Australii Louisy John-Krol, znanego z grupy Ataraxia włocha Francesco Banchini oraz francuskiej grupy Lys nagrali album Love Sessions.

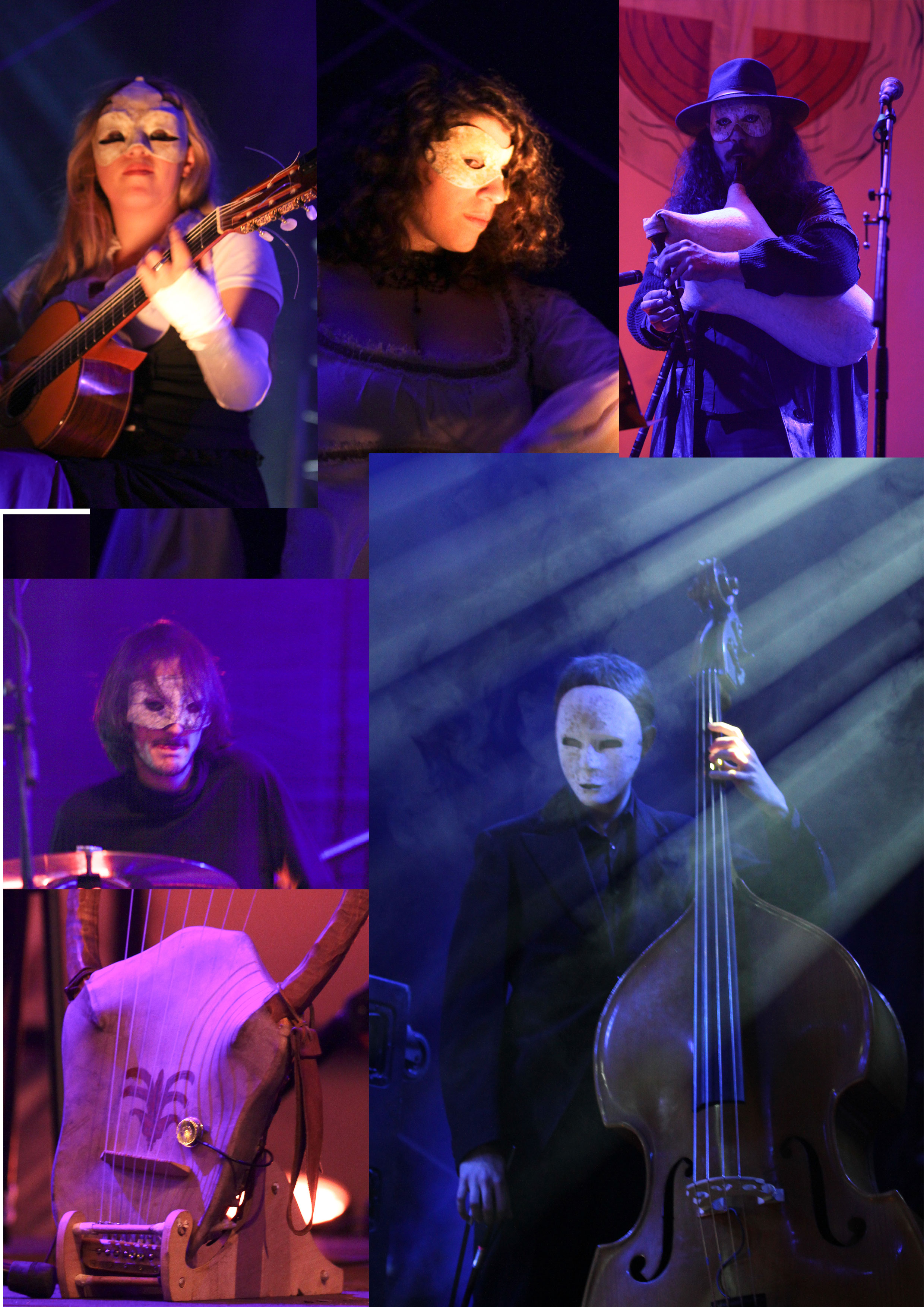
Daemonia Nymphe podczas Wave-Gotik-Treffen 2013 w Lipsku

Od tego czasu momentu kariera zespołu zaczęła sukcesywnie się rozwijać. Zespół wydał łącznie dziesięć płyt długogrających w kilku krajach (Niemcy, Włochy, Francja), zmienił też lokalizację, obecnie grupa nagrywa w Londynie. Zespół występował na scenach całej Europy oraz USA, wymienić tu można takie kraje jak  Austria, Wielka Brytania, Francja, Belgia, Niemcy, Bułgaria, Włochy, Cypr, Hiszpania, Portugalia, Rumunia, Holandia czy Grecja.
Daemonia Nymphe gościła też na dużych festiwalach muzycznych, takich jak Wave Gotik Treffen w Lipsku w latach 2004 i 2013, Ethereal Fest w Hiszpanii w 2010, Caivano Arte Fest we Włoszech w 2010, Psalm/Styriarte Festival w Grazu (Austria) w 2009, Exhibition Road Fest w Londynie w 2012, ArtMania Festiwal 2014 w Sibiu (Rumunia), czy w ramach Faerieworlds w Oregonie, USA w roku 2016. W większości przypadków zespół występował jako jeden z headlinerów festiwalu.
Prócz wydanych albumów i występów na żywo zespół zajmował się komponowaniem muzyki do krótkich filmów dokumentalnych (Skarby Aten i Olimpii / Channel 5, Londyn), przedstawień teatralnych (Theatre Lab Company) czy komedii stand-upowych (Colin Quinn’s Long Story Short Broadway, Nowy Jork). Zespół współpracował z Neilem Davidgem (Massive Attack),  Peterem Ulrichem (ex-Dead Can Dance), Dessislavą Stefanovą (London Bulgarian Choir), Psarantonisem (Antonis Xylouris), Alkinoosem Ioannidesem, Dimitrą Galani czy Louisą John Krol. Utwory Daemonia Nymphe wydawane były na kompilacjach zawierających utwory tak znanych artystów jak Lisa Gerrard, Loreena McKennitt, Ladytron i in. Zespół brał też udział w tworzeniu soundtracku do gry Halo 4.

## Styl muzyczny
Choć muzyka zespołu zaliczana jest głównie do neofolku utwory posiadają charakterystyczny klimat darkwave, przewijają się też motywy występujące typowo w gothic rocku stąd obecność zespołu na festiwalach oraz fani tego gatunku (Wave Gotik Treffen). Jak wspomniano na wstępie, w muzyce zespołu ogromne znaczenie mają wykorzystywane repliki starożytnych instrumentów oraz elementy teatralne w występach na żywo zawierające rytuały i obrazy starożytnej Grecji. Również liryka czerpie głównie z okresu Grecji antycznej.

## Skład
- Spyros Giasafakis
- Evi Stergiou
- Maria Stergiou
- Victoria Couper
- Vangelis Paschalidis
- Stephen Street
- Christopher Brice

## Dyskografia[21]

### Albumy
- 1998 - The Bacchic Dance of the Nymphs
- 1999 - Tyrvasia
- 2000 - Dario Argento Tribute
- 2002 - Daemonia Nymphe
- 2004 - The Bacchic Dance of the Nymphs – Tyrvasia
- 2005 - Daimonia Nymphe Remixed, (Palace of Worms Records)
- 2007 - Collector Box Daemonia Nymphe
- 2007 - Krataia Asterope (Κραταιά Αστερόπη), (Prikosnovénie Records)
- 2010 - Daimonia Nymphe live at La Nuit des Fees, DVD, (Prikosnovénie Records)
- 2013 - Psychostasia, (Prikosnovénie Records)
- 2016 - Macbeth, (Prikosnovénie Records)

### Kompilacje
- 2002 - Love Sessions CD (Prikosnovénie Records)
- 2004 - Spyros Giasafakis “Improvisation In Ancient Greek Instruments” 2004 mcd (Cynfeirdd Records)
- 2005 - Ghost Fish 2005 CD (Prikosnovénie Records)